# Marisora aurulae
Espèce
Marisora aurulae est une espèce de sauriens de la famille des Scincidae.

## Répartition
Cette espèce est endémique de Saint-Vincent.

## Étymologie
Le nom spécifique aurulae vient du latin aurula, petit vent, en référence à la petite taille de ce saurien par rapport à Copeoglossum aurae et à la distribution de ce saurien dans les îles Sous-le-Vent.

## Publication originale
- Hedges & Conn, 2012 : A new skink fauna from Caribbean islands (Squamata, Mabuyidae, Mabuyinae). Zootaxa, no 3288, p. 1–244 (texte intégral).